# 熊廷弼
熊廷弼（1569年—1625年），字飛百，號芝岡，湖廣承宣布政使司武昌府江夏縣（今屬湖北省武漢市江夏區）人。萬曆丁酉解元，戊戌進士。曾任兵部尚書兼遼東經略。

## 生平

### 出仕
熊廷弼出生於隆慶三年（1569年）。萬厯某科湖廣武鄉試第一名，萬曆二十五年（1597年）中式丁酉科湖廣鄉試第一名舉人。翌年（萬曆二十六年；1598年）進京赴試，聯捷進士。被授予直隸保定府推官。

### 御史

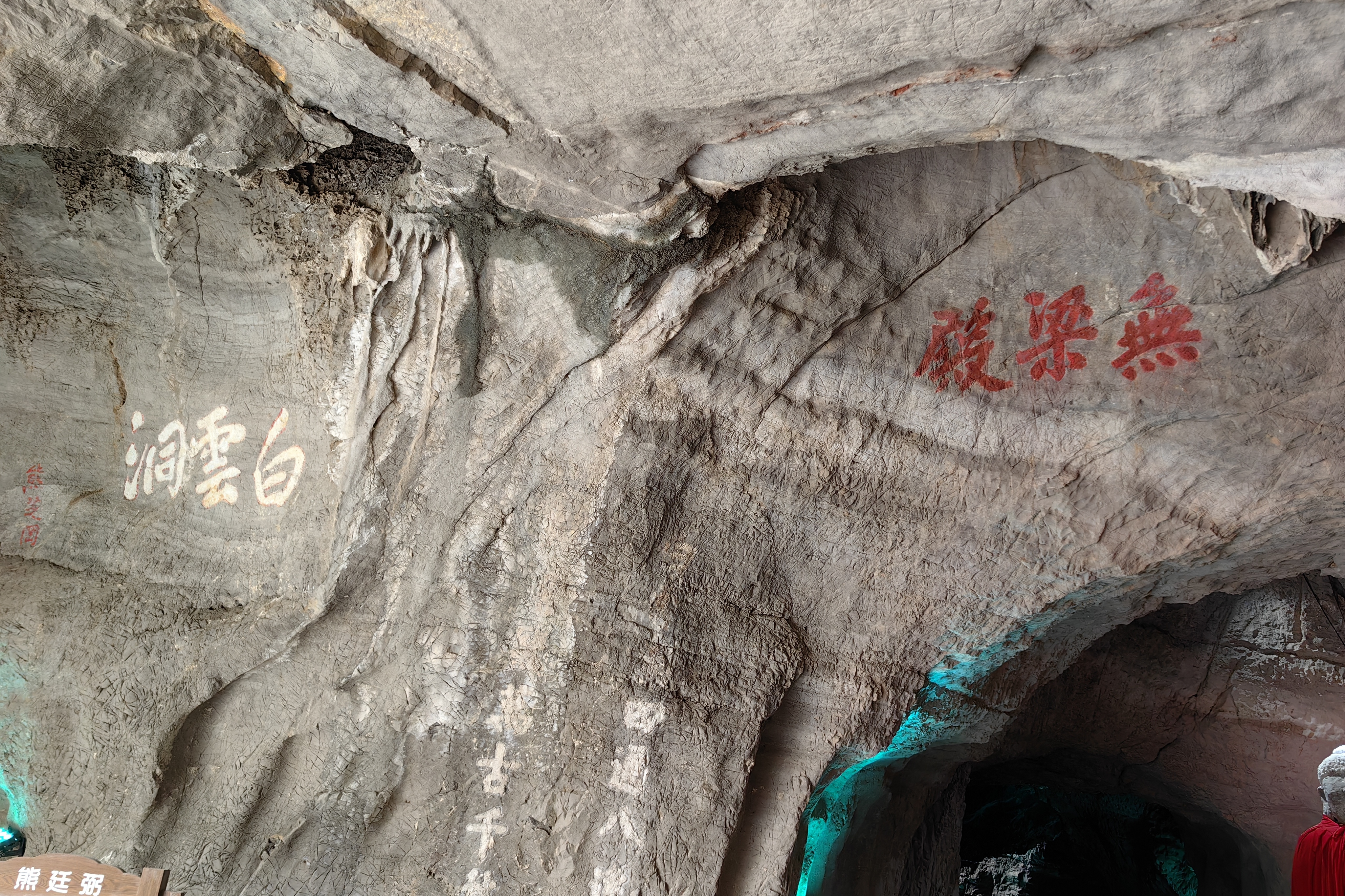
江夏白云洞内的“白云洞”、“无梁殿”六个大字，为熊廷弼手迹

數年後，朝廷選拔熊廷弼為監察御史。萬曆三十六年（1608年），巡按遼東。《明史》称其“有胆知兵，善左右射”，“性刚负气，好谩骂，不为人下，物情以故不甚附。”熊廷弼守遼東時，指出李成梁罪可至死，並提出保衛遼東的方略——“實內固外”和“以夷攻夷”，修建七百餘里的邊牆以及城池七座、墩台一百餘座，還建糧倉十七所，三年之內屯積糧谷三十萬石。於是遼東局勢有所好轉。
明神宗萬曆四十七年（1619年）三月，薩爾滸之戰大敗，遼東攻守之勢從此易位。朝廷命熊廷弼為大理寺丞兼河南道監察御史，到遼東慰問。熊廷弼上任逮捕了準備逃跑的知州李尚皓；斬殺逃將劉遇節等，以求穩定軍心。前遼東经略杨镐被熊廷弼逮解进京下狱，前遼東总兵李如柏（李成梁之子，薩爾滸大败中唯一没有被歼灭的一路总兵）被召回北京后自杀。熊廷弼当时屯兵筑城，将遼東局勢扭轉。

### 入獄
明光宗泰昌元年（1620年）八月，时明神宗方死，明光宗即位。努爾哈赤再率兵攻打瀋陽，熊廷弼親自督陣，擊退後金，於是遼東局勢初步穩定下來。九月，明光宗死，明熹宗即位。此時杨镐的叔父楊淵怪罪熊廷弼不肯保奏杨镐，反把他押解进京，所以联手与熊廷弼不睦的御史冯三元、大学士顾慥、尚书姚宗文等上疏彈劾熊廷弼，说熊廷弼在邊地假名增稅，勒索小民，聲言築城禦敵，實是誤國欺君。明熹宗詔下熊廷弼於獄。左輔楊漣上疏挽救，才下旨革熊廷弼職。廷弼被罷職，由袁應泰接替指揮。朝廷派兵科给事中朱童蒙到辽东进行调查。天启元年闰二月二十六日，朱童蒙奏报熊廷弼守辽有功，深得辽民拥护。天启元年（1621年）三月，瀋陽、遼陽相繼淪陷。袁應泰在遼陽城東北的鎮遠樓督戰，城破之後，自殺殉國。

### 再起
在劉一燝，江秉謙等人的建言下，朝廷再度起用熊廷弼，任命其为辽东经略，同时任命王化贞为辽东巡抚，熊廷弼提出了“三方布置策”以守为主的战略思想，“广宁用马步列垒河上，以形势格之，缀敌全力；天津、登、莱各置舟师，乘虚入南卫，动摇其人心，敌必内顾，而辽阳可复。”
天啟二年（1622年）正月，努爾哈赤親率五萬人馬，分三路向河西進攻，開始廣寧之戰。渡過遼河，攻佔西平堡。王化貞調出廣寧、閭陽的守兵去攻打後金軍隊，三萬大軍全軍覆沒。廣寧守將孫得功反叛，王化贞弃城而逃，途中路遇熊廷弼时，“化贞哭，廷弼微笑曰：‘六万众一举荡平，竟何如？’化贞惭，议守宁远及前屯。廷弼曰：“嘻，已晚，惟护溃民入关可耳。”廣寧失守，熊廷弼竟未率軍入城進行殊死戰，盡守土之责，只是消極退至山海關，接著王化貞也退入關內。山海關以外的整個遼東完全被努爾哈赤佔領，消息传至北京，上下大震，“京师戒严，士大夫日夜潜发其币南还，首鼠观望”。王在晋上疏：“東事一壞於清（河）、撫（順），再壞於開（原）、鐵（嶺），三壞於遼（陽）、瀋（陽），四壞於廣寧。初壞为危局，再壞为败局，三壞为残局，至于四壞则弃全辽而无局，退缩山海，再无可迟。”

### 身死

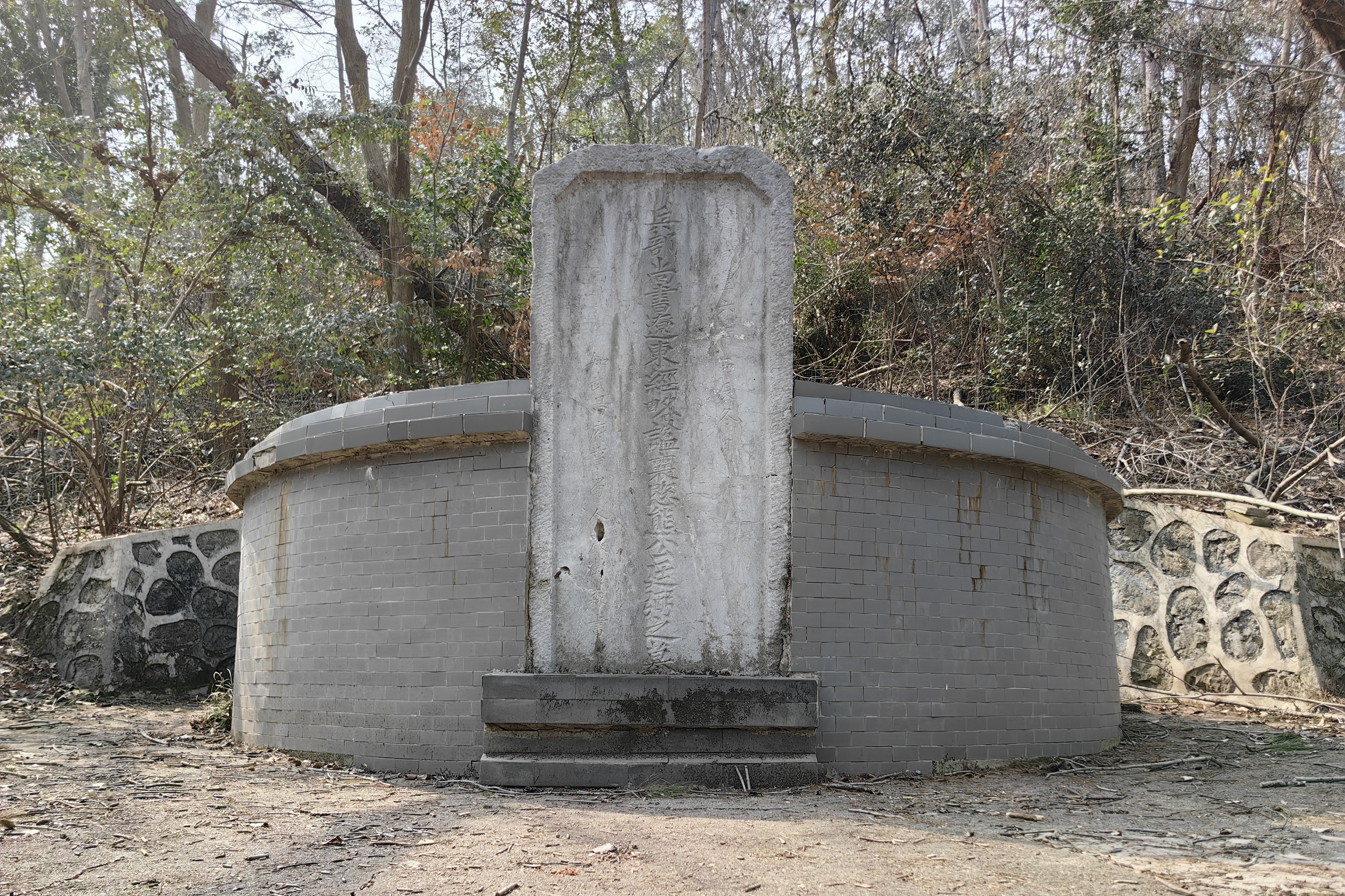
熊廷弼墓

天啟二年（1622年）二月，明政府將王化貞、熊廷弼逮捕聽候審理，後經刑部和大理寺的審判，二人處以死刑。熊廷弼請內閣中書汪文言為其辯冤，“令汪文言賄內廷四萬金祈緩”，但無銀可賄，又得罪了閹黨，“魏忠賢大恨，誓速斬廷弼”。楊漣、左光斗等人上書鳴冤，反被控以受賂，北镇抚司许显纯秉承魏忠贤的旨意，对汪文言严刑逼供，供认杨涟、左光斗等受过熊廷弼的賄賂，皆入大獄。周宗建当时就痛斥魏黨“别借廷弼，欲一陷阱乏。”天啟初年東林黨人和魏忠賢黨鬥爭已進入白熱化。天啟四年（1624年）六月，東林黨人左副都御史楊漣上疏彈劾魏忠賢二十四條罪狀。魏忠賢大興黨獄，為了迫害東林黨人，就乘機誣陷東林黨人接受熊廷弼賄賂。其黨徒冯铨又編造偽書《遼東傳》陷害熊廷弼，说：“此书为熊廷弼所作，流传市上，希图为自己开脱。”閣臣黄立极建議：“夜半片纸了当之！” 通過殺害熊廷弼，來打擊東林黨。天启五年八月二十八日五更，刑前，主事张时雍见熊廷弼胸前挂一执袋，问是何物？熊廷弼答道：“此谢恩疏也。”张时雍冷笑道：“公不读《李斯传》乎？囚安得上书！”熊廷弼怒道：“此赵高语也。”张时雍一時無言。熊廷弼被冤殺，傳首九邊。死前奏疏也被毁弃不报。
不久，御史梁梦环指控熊廷弼生前侵盗军资白銀十七万兩，追抄其家产，熊廷弼的長子熊兆珪，不堪受辱而自殺，其女熊瑚愤激过度，吐血身亡，江夏知縣王爾玉將熊家兩名婢女的衣服褪去，笞四十。人們無不為之“憤歎”。天启七年（1627年）五月，熹宗又传令都察院严限追解熊廷弼“赃银”十七万余两。
崇禎元年（1628年），魏忠賢伏誅，工部主事徐爾一等上疏為熊廷弼申冤，不果。第二年五月，大學士韓爌再上疏成功，熊廷弼得以歸葬故里，諡襄愍。有《熊襄愍公集》。

## 評價
- 《明史》：“廷弼身长七尺，有胆知兵，善左右射。自按辽即持守边议，至是主守御益坚。然性刚负气，好谩骂，不为人下，物情以故不甚附。”“惜乎廷弼以蓋世之材，褊性取忌，功名顯於遼，亦隳於遼。假使廷弼效死邊城，義不反顧，豈不毅然節烈丈夫哉！廣寧之失，罪由化貞，乃以門戶曲殺廷弼，化貞稽誅者且數年。”
- 刘一燝：“使廷弼在辽，当不至此。”（《明史·列传第一百四十七》）“廷弼守辽一年，奴酋未得大志。”（《明熹宗悊皇帝实录卷之八》）
- 韩爌：“廷弼不取一金钱，不通一馈问，焦脣敝舌，争言大计。魏忠贤盗窃威福，士大夫靡然从风。廷弼以长系待决之人，屈曲则生，抗违则死，乃终不改其强直自遂之性，致独膺显戮，慷慨赴市，耿耿刚肠犹未尽泯。”（《明史·列传第一百四十七》）
- 计六奇：“自辽事者，所用人鲜有胜任者。当时所望成功者，惟熊廷弼、袁崇焕、孙承宗。”（《明季北略·卷二十四》）
- 夏允彝：“自有辽事，所用人，鲜能有胜任者。当时所望成功，惟熊廷弼、袁崇焕、孙承宗为庶几；而武臣如刘綎、杜松、满桂、祖大寿、吴三桂，其最着也。”（《幸存录》）
- 乾隆帝：“刘宗周、黄道周立朝守正，熊廷弼材优干济。”“观至此为之动心欲泪；而彼之君若不闻，明欲不亡得乎？”“熊廷弼为辽东经略时。抒诚效命。所奏诸疏。具见忠鲠。而其时主闇政昏。不惟不用其言。转致身罹重辟。深可悯恻。”（《清实录乾隆朝实录》）
- 汪荣宝：“明自用兵以来，督师者如熊廷弼、袁崇焕、孙承宗辈，皆以盖世之才，能称其职；而诸将委身许国，效死不屈者亦前后相望。”（《清史讲义选录》）
- 蔡东藩：“熊廷弼、孙承宗二人，为明季良将，令久于其位，何患乎满洲？廷弼可杀，承宗可罢，镇辽无人，满军自乘间而入。明之祸，满洲之福也。虽曰天命，宁非人事？”（《熊廷弼守辽树绩 王化贞弃塞入关》）
- 萧一山：“熊廷弼、袁崇焕、孙承宗，皆以盖世之才，治辽事而有余，然或内毁于阉党，外罹于反间，不终其位。”（《清代通史》）
- 历史学者閻崇年則認為熊廷弼第一次巡佐遼東有功，第二次有功，第三次則有功、有過。他雖被委以重任，其三方佈陣的構思也曾經被認同，而實際上根本無法實施，即使沒有王化貞扯後腿，廣寧（今遼寧北寧市）之失也是必然的結果。當時廣寧雖然失守，但金軍尚未到達廣寧，僅有叛將孫得功嘩變，“守御之具甚備，即賊至城下，未必可攻而入也。”以熊廷弼在軍中威信，又有一支可靠的兵馬，應是可鎮壓亂兵。再者，即使廣寧確定已不可守，如王化貞所言，守衛寧前（宁远、前屯），金軍兵力有限，無力深入，整個遼東也未必淪陷。但熊廷弼只是看王化貞鬧笑話，将物资一律燒毀，引導數十萬軍民退守山海關，卻沒有進行最後的廣寧保衛戰，於是金兵不費一兵一卒佔領遼東，成为后来魏党杀熊廷弼的一大口实。[24]

### 文目
- 《明史》
- 《明季北略》
- 《明實錄》